# Coupe de France de football 1953-1954
Navigation
Coupe de France 1952-1953 Coupe de France 1954-1955
L'édition 1953-1954 de la Coupe de France est la 37e édition de la Coupe de France de football.

## Trente-deuxièmes de finale
| Division        | Club                     | Score      | Club                         | Division                       |
| --------------- | ------------------------ | ---------- | ---------------------------- | ------------------------------ |
| Division 2 (D2) | Olympique alésien        | 3 - 2      | CA Paris                     | Division 2 (D2)                |
| CFA (D3)        | US Quevilly              | 1 - 0      | FC Nantes                    | Division 2 (D2)                |
| Division 1 (D1) | Stade de Reims           | 6 - 2      | RC Paris                     | Division 2 (D2)                |
| Division 2 (D2) | Stade rennais UC         | 6 - 2      | Stade quimpérois             | CFA (D3)                       |
| CFA (D3)        | CO Roche-la-Molière      | 5 - 1      | SO Montpellier               | Division 2 (D2)                |
| DH (D4)         | USAC Romilly             | 4 - 1      | ES Bully-les-Mines           | CFA (D3)                       |
| Division 2 (D2) | FC Rouen                 | 5 - 0      | US Boulogne-sur-Mer          | DH (D4)                        |
| Division 2 (D2) | Red Star OA              | 3 - 2      | AS Giraumont                 | DH (D4)                        |
| Division 2 (D2) | UA Sedan-Torcy           | 3 - 3 a.p. | Angers SCO                   | Division 2 (D2)                |
| Division 1 (D1) | FC Sète                  | 2 - 1      | AS Aix-en-Provence           | Division 2 (D2)                |
| Division 1 (D1) | RC Strasbourg            | 5 - 0      | US Saint-Gaudens             | CFA (D3)                       |
| Division 2 (D2) | SC Toulon                | 1 - 0      | US Blanzy-Montceau-les-Mines | DH (D4)                        |
| Division 1 (D1) | Toulouse FC              | 4 - 0      | Stade montois                | DH (D4)                        |
| Division 2 (D2) | AS Troyes-Savinienne     | 5 - 1      | SO Cholet                    | CFA (D3)                       |
| DH (D4)         | CS Blénod                | 1 - 0      | Olympique Hesdin-Marconne    | PH (D5)                        |
| Division 2 (D2) | Perpignan FC             | 3 - 0      | CS Villedieu-les-Poêles      | PH (D5) ou D1 de District (D6) |
| Division 1 (D1) | Stade français FC        | 2 - 0      | AS Poissy                    | DH (D4)                        |
| Division 1 (D1) | Nîmes Olympique          | 3 - 2      | AS Béziers                   | Division 2 (D2)                |
| Division 2 (D2) | RCFC Besançon            | 4 - 2      | SC Draguignan                | CFA (D3)                       |
| CFA (D3)        | Stade béthunois          | 6 - 1      | SC Choisy-le-Roi             |                                |
| CFA (D3)        | SC Bastidienne           | 1 - 0      | SC Abbeville                 | PH (D5)                        |
| Division 1 (D1) | FC Girondins de Bordeaux | 1 - 0      | AS Orléans                   | CFA (D3)                       |
| Division 2 (D2) | AS Cannes                | 2 - 0      | CS Avion                     | DH (D4)                        |
| Division 1 (D1) | Olympique de Marseille   | 3 - 0      | FC Grenoble                  | Division 2 (D2)                |
| DH (D4)         | US Normande              | 0 - 0 a.p. | Olympique avignonnais        | DH (D4)                        |
| Division 1 (D1) | Le Havre AC              | 5 - 1      | RC Arras                     | DH (D4)                        |
| Division 1 (D1) | OGC Nice                 | 5 - 0      | RC Lens                      | Division 1 (D1)                |
| Division 1 (D1) | FC Nancy                 | 4 - 1      | AS Monaco FC                 | Division 1 (D1)                |
| Division 1 (D1) | FC Metz                  | 2 - 1      | FC Sochaux-Montbéliard       | Division 1 (D1)                |
| Division 2 (D2) | Olympique lyonnais       | 3 - 0      | AS Saint-Étienne             | Division 1 (D1)                |
| DH (D4)         | USB Longwy               | 2 - 2 a.p. | US Faucigny                  | CFA (D3)                       |
| Division 1 (D1) | Lille OSC                | 2 - 0      | CO Roubaix-Tourcoing         | Division 1 (D1)                |
| Matches rejoués |                          |            |                              |                                |
| Division 2 (D2) | UA Sedan-Torcy           | 2 - 1      | Angers SCO                   | Division 2 (D2)                |
| DH (D4)         | US Normande              | 4 - 1      | Olympique avignonnais        | DH (D4)                        |
| DH (D4)         | USB Longwy               | 2 - 1      | US Faucigny                  | CFA (D3)                       |

## Seizièmes de finale
| Division        | Club                     | Score      | Club                | Division        |
| --------------- | ------------------------ | ---------- | ------------------- | --------------- |
| Division 2 (D2) | RCFC Besançon            | 2 - 1      | Stade rennais UC    | Division 2 (D2) |
| Division 2 (D2) | AS Troyes-Savinienne     | 5 - 2      | Olympique lyonnais  | Division 2 (D2) |
| Division 2 (D2) | SC Toulon                | 2 - 1      | US Normande         | DH (D4)         |
| Division 2 (D2) | UA Sedan-Torcy           | 2 - 0      | Red Star OA         | Division 2 (D2) |
| Division 2 (D2) | FC Rouen                 | 3 - 0      | USAC Romilly        | DH (D4)         |
| Division 1 (D1) | Stade français FC        | 2 - 1      | Olympique alésien   | Division 2 (D2) |
| Division 1 (D1) | OGC Nice                 | 0 - 0 a.p. | CS Blénod           | DH (D4)         |
| Division 1 (D1) | FC Metz                  | 5 - 2      | Stade béthunois     | CFA (D3)        |
| Division 1 (D1) | Olympique de Marseille   | 3 - 2      | Stade de Reims      | Division 1 (D1) |
| Division 1 (D1) | Lille OSC                | 3 - 2      | US Quevilly         | CFA (D3)        |
| Division 1 (D1) | Le Havre AC              | 2 - 1      | USB Longwy          | DH (D4)         |
| Division 1 (D1) | FC Girondins de Bordeaux | 5 - 0      | SC Bastidienne      | CFA (D3)        |
| Division 2 (D2) | AS Cannes                | 3 - 0      | CO Roche-la-Molière | CFA (D3)        |
| Division 1 (D1) | FC Sète                  | 2 - 1      | Toulouse FC         | Division 1 (D1) |
| Division 1 (D1) | FC Nancy                 | 5 - 1      | Nîmes Olympique     | Division 1 (D1) |
| Division 1 (D1) | RC Strasbourg            | 2 - 0      | Perpignan FC        | Division 2 (D2) |
| Match rejoué    |                          |            |                     |                 |
| Division 1 (D1) | OGC Nice                 | 6 - 3      | CS Blénod           | DH (D4)         |

## Huitièmes de finale
| Division                 | Club                     | Score      | Club              | Division        |
| ------------------------ | ------------------------ | ---------- | ----------------- | --------------- |
| Division 1 (D1)          | OGC Nice                 | 1 - 0      | Stade français FC | Division 1 (D1) |
| Division 1 (D1)          | FC Girondins de Bordeaux | 3 - 2      | FC Sète           | Division 1 (D1) |
| Division 2 (D2)          | AS Troyes-Savinienne     | 1 - 0      | SC Toulon         | Division 2 (D2) |
| Division 2 (D2)          | AS Cannes                | 3 - 0      | Le Havre AC       | Division 1 (D1) |
| Division 1 (D1)          | Olympique de Marseille   | 2 - 1      | RC Strasbourg     | Division 1 (D1) |
| Division 2 (D2)          | FC Rouen                 | 2 - 0      | Lille OSC         | Division 1 (D1) |
| Division 2 (D2)          | UA Sedan-Torcy           | 0 - 0 a.p. | FC Metz           | Division 1 (D1) |
| Division 2 (D2)          | RCFC Besançon            | 2 - 1      | FC Nancy          | Division 1 (D1) |
| Match rejoué             |                          |            |                   |                 |
| Division 2 (D2)          | UA Sedan-Torcy           | 1 - 1 a.p. | FC Metz           | Division 1 (D1) |
| Match rejoué une 3e fois |                          |            |                   |                 |
| Division 2 (D2)          | UA Sedan-Torcy           | 2 - 1      | FC Metz           | Division 1 (D1) |

## Quarts de finale
| Division        | Club                   | Score      | Club                     | Division        |
| --------------- | ---------------------- | ---------- | ------------------------ | --------------- |
| Division 1 (D1) | OGC Nice               | 1 - 1 a.p. | FC Girondins de Bordeaux | Division 1 (D1) |
| Division 2 (D2) | AS Troyes-Savinienne   | 4 - 1      | AS Cannes                | Division 2 (D2) |
| Division 1 (D1) | Olympique de Marseille | 3 - 2      | FC Rouen                 | Division 2 (D2) |
| Division 2 (D2) | UA Sedan-Torcy         | 2 - 1      | RCFC Besançon            | Division 2 (D2) |
| Match rejoué    |                        |            |                          |                 |
| Division 1 (D1) | OGC Nice               | 3 - 0      | FC Girondins de Bordeaux | Division 1 (D1) |

## Demi-finales
| Division        | Club                   | Score | Club                 | Division        |
| --------------- | ---------------------- | ----- | -------------------- | --------------- |
| Division 1 (D1) | OGC Nice               | 2 - 1 | AS Troyes-Savinienne | Division 2 (D2) |
| Division 1 (D1) | Olympique de Marseille | 2 - 1 | UA Sedan-Torcy       | Division 2 (D2) |

## Finale
| Entraîneur :         |
| George William Berry |

| Entraîneur :   |
| Henri Roessler |

| Entraîneur :         |
| George William Berry |

| Entraîneur :   |
| Henri Roessler |